# Maximilian Beyer
Maximilian Beyer (Nordhausen, 28 de diciembre de 1993) es un deportista alemán que compite en ciclismo en las modalidades de pista, especialista en las pruebas de persecución por equipos y puntuación, y ruta.
Ganó una medalla de bronce en el Campeonato Mundial de Ciclismo en Pista de 2015 y tres medallas en el Campeonato Europeo de Ciclismo en Pista entre los años 2012 y 2019.

## Medallero internacional
| Campeonato Mundial | Campeonato Mundial       | Campeonato Mundial | Campeonato Mundial      |
| Año                | Lugar                    | Medalla            | Competición             |
| ------------------ | ------------------------ | ------------------ | ----------------------- |
| 2015               | Saint-Quentin (Francia)  | Medalla de bronce  | Puntuación              |
| Campeonato Europeo |                          |                    |                         |
| Año                | Lugar                    | Medalla            | Competición             |
| 2012               | Panevėžys (Lituania)     | Medalla de plata   | Persecución por equipos |
| 2017               | Berlín (Alemania)        | Medalla de bronce  | Puntuación              |
| 2019               | Apeldoorn (Países Bajos) | Medalla de bronce  | Madison                 |

## Palmarés
2014
- 1 etapa del Tour de Berlín

2016
- 2 etapas del Bałtyk-Karkonosze Tour
- 1 etapa del Dookoła Mazowsza

2017
- 1 etapa del Bałtyk-Karkonosze Tour